# Voćin
Voćin (srbsky Воћин, maďarsky Atyina) je vesnice a správní středisko stejnojmenné opčiny v Chorvatsku ve Viroviticko-podrávské župě. Nachází se na úpatí pohoří Papuk, asi 21 km jihozápadně od Slatiny. V roce 2011 žilo ve Voćinu 1 191 obyvatel, v celé opčině pak 2 382 obyvatel.
Součástí opčiny je celkem 16 trvale obydlených vesnic. Dříve byly součástí opčiny i vesnice Kometnik, Naukovac, Pecka a Slana Voda, které se staly částmi jiných sídel. Součástí opčiny jsou i zaniklé vesnice Dobrić, Đuričić, Kuzma, Lisičine a Popovac, které jsou stále považovány za samostatná sídla.
- Bokane – 215 obyvatel
- Ćeralije – 623 obyvatel
- Donje Kusonje – 5 obyvatel
- Gornje Kusonje – 13 obyvatel
- Gornji Meljani – 15 obyvatel
- Hum – 90 obyvatel
- Hum Varoš – 47 obyvatel
- Kometnik-Jorgići – 26 obyvatel
- Kometnik-Zubići – 28 obyvatel
- Macute – 33 obyvatel
- Mačkovac – 47 obyvatel
- Novo Kusonje – 22 obyvatel
- Rijenci – 5 obyvatel
- Sekulinci – 7 obyvatel
- Smude – 15 obyvatel
- Voćin – 1 191 obyvatel

Opčinou prochází státní silnice D69 a župní silnice Ž4028, Ž4038, Ž4044 a Ž4253. Protéká zde řeka Čađavica.
Dne 13. prosince 1991 během chorvatské války za nezávislost se ve Voćinu odehrál Voćinský masakr, při němž bylo srbskými paramilitární jednotkou Beli orlovi (bílí orlové) zavražděno 43 obyvatel vesnice. 